# Liste des plus hauts immeubles de Shanghai

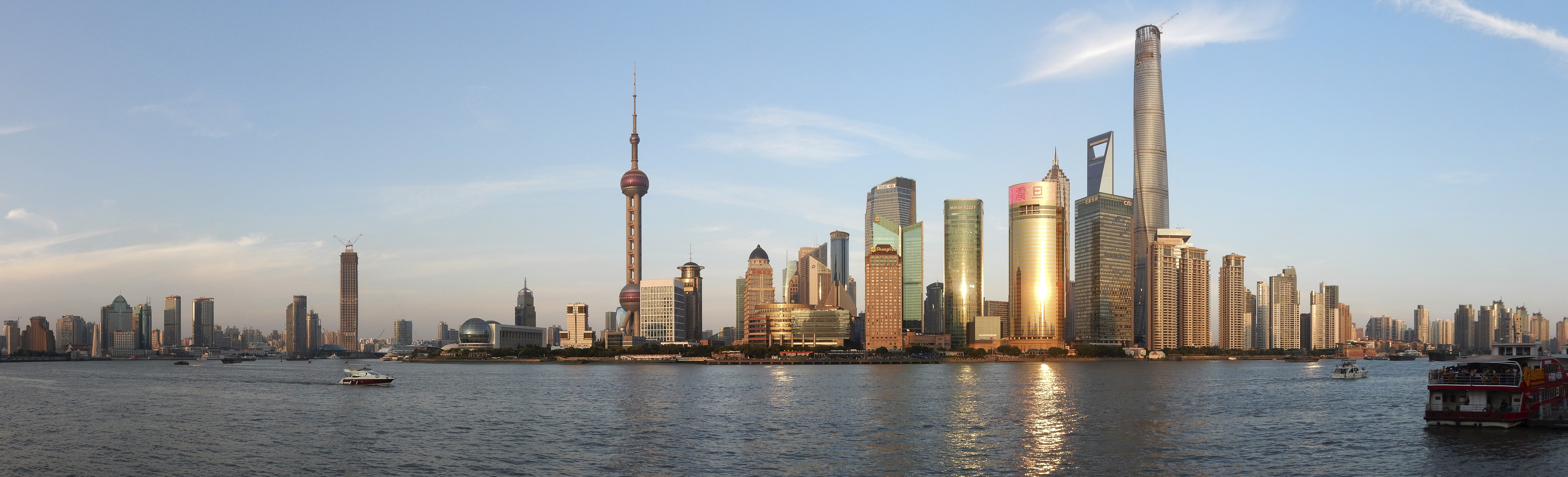
Le quartier de Lujiazui vu depuis le Bund, avec notamment la Perle de l'Orient, et les trois grandes tours : Shanghai Tower, Shanghai World Financial Center et Jin Mao Tower.

Cet article dresse une liste des plus hauts immeubles de Shanghai,  en Chine. Ci-dessous, la liste des plus hauts gratte-ciel de la ville en 2025,:
| Rang   | Nom international                           | Nom en chinois simplifié                                     | Hauteur totale (avec antenne le cas échéant) en mètres | Hauteur du toit en mètres | Nombre d'étages | Année d'achèvement | District   | Coordonnées                   | Notes |  |
| ------ | ------------------------------------------- | ------------------------------------------------------------ | ------------------------------------------------------ | ------------------------- | --------------- | ------------------ | ---------- | ----------------------------- | --- |  |
| 1      | Shanghai Tower                              | 上海中心大廈                                                 | 632                                                    | 561,3                     | 128             | 2015               | Pudong     | 31° 14′ 08″ N, 121° 30′ 05″ E | Shanghai Center. Plus haute tour de Chine, 3e plus haute tour du monde                                                   |  |
| 2      | Shanghai World Financial Center             | 上海环球金融中心                                             | 494                                                    | 492                       | 101             | 2008               | Pudong     | 31° 14′ 12″ N, 121° 30′ 11″ E | SWFC, Park Hyatt Shanghai                                                                                                |  |
| à part | Oriental Pearl Tower (Perle de l'Orient)    | 东方明珠塔 东方明珠广播电视塔(officiellement 东方明珠电视塔) | 468                                                    | 350                       | 14              | 1995               | Pudong     | 31° 14′ 31″ N, 121° 29′ 43″ E | Attraction touristique et antenne de radio, premier bâtiment majeur du Pudong                                            |  |
| 3      | Jin Mao Tower                               | 金茂大厦                                                     | 421                                                    | 370                       | 88              | 1999               | Pudong     | 31° 14′ 14″ N, 121° 30′ 05″ E | |  |
|        | Shanghai International Trade Center Tower 2 |                                                              | 370                                                    |                           | 70              | 2025               | Xuhui      | 31° 11′ 42″ N, 121° 25′ 45″ E | En cours de construction                                                                                                 |  |
| 4      | Shimao International Plaza                  | 上海世茂国际广场                                             | 333                                                    | 256                       | 60              | 2006               | Huangpu    | 31° 14′ 11″ N, 121° 28′ 17″ E | Conrad Shanghai |  |
| 5      | Sinar Mas Center 1                          | 上海白玉蘭廣場                                               | 320                                                    | 319,6                     | 65              | 2017               | Hongkou    | 31° 15′ 05″ N, 121° 29′ 37″ E | |  |
| 6      | Zhangjiang Science Gate Tower 1             | 张江科学之门                                                 | 320                                                    |                           | 60              | 2024               | Pudong     | 31° 11′ 20″ N, 121° 36′ 50″ E | |  |
| 7      | Zhangjiang Science Gate Tower 2             | 张江科学之门                                                 | 320                                                    |                           | 60              | 2024               | Pudong     | 31° 11′ 18″ N, 121° 36′ 45″ E | |  |
|        | Greenland Bund Centre Tower 1               |                                                              | 300                                                    |                           | 64              | 2025               | Huangpu    | 31° 13′ 03″ N, 121° 29′ 52″ E | En cours de construction Huangpu Dongjiadu 1                                                                             |  |
| 8      | Plaza 66                                    | 恒隆广场                                                     | 288                                                    |                           | 66              | 2001               | Jing'an    | 31° 13′ 48″ N, 121° 26′ 58″ E | Heng Long Square |  |
| 9      | Lumina Shanghai (en)                        | 星扬西岸中心                                                 | 285                                                    |                           | 61              | 2021               | Xuhui      | 31° 09′ 49″ N, 121° 27′ 24″ E | Henderson Xuhui Tower |  |
| 10     | Zhenru Center                               |                                                              | 285                                                    |                           | 53              | 2023               | Jiading    | 31° 15′ 13″ N, 121° 24′ 14″ E | |  |
| 11     | Axiom One                                   |                                                              | 285                                                    |                           | 50              | 2023               | Yangpu     | 31° 18′ 56″ N, 121° 30′ 16″ E | Axiom West Tower, Douyin Plaza Tower 1, Springs F1D Tower                                                                |  |
| 12     | Tomorrow Square                             | 明天廣場                                                     | 285                                                    | 238                       | 55              | 2003               | Huangpu    | 31° 13′ 56″ N, 121° 27′ 55″ E | Sunjoy Tomorrow Square, JW Marriott, T2                                                                                  |  |
| 13     | Qiantan Center (en)                         | 前滩中心                                                     | 280                                                    |                           | 56              | 2020               | Pudong     | 31° 09′ 13″ N, 121° 28′ 41″ E | |  |
| 14     | Hong Kong New World Tower                   | 香港新世界大厦                                               | 278                                                    | 242                       | 59              | 2004               | Luwan      | 31° 13′ 32″ N, 121° 28′ 08″ E | K11, Hong Kong New World Centre                                                                                          |  |
| 15     | Shanghai SK Group Tower                     | 上海SK大厦                                                   | 275                                                    |                           | 59              | 2019               | Pudong     | 31° 10′ 21″ N, 121° 28′ 11″ E | |  |
| 16     | Shanghai Wheelock Square                    | 上海会德丰广场/大上海會德豐廣場                              | 270                                                    | 270                       | 55              | 2010               | Jing'an    | 31° 13′ 25″ N, 121° 26′ 25″ E | |  |
| 17     | One Lujiazui                                | 陆家嘴时代金融中心                                           | 269                                                    | 239                       | 47              | 2008               | Pudong     | 31° 14′ 36″ N, 121° 30′ 08″ E | |  |
| 18     | Raffles City The Bund East Tower            | 上海来福士广场                                               | 263                                                    |                           | 50              | 2018               | Hongkou    | 31° 15′ 17″ N, 121° 30′ 13″ E | Star Harbor International Centre East Tower                                                                              |  |
| 19     | Raffles City The Bund West Tower            | 上海来福士广场                                               | 263                                                    |                           | 50              | 2018               | Hongkou    | 31° 15′ 16″ N, 121° 30′ 08″ E | Star Harbor International Centre West Tower                                                                              |  |
| 20     | 66 Tower 1                                  | 港汇广场                                                     | 262                                                    |                           | 54              | 2005               | Xuhui      | 31° 11′ 49″ N, 121° 25′ 59″ E | Grand Gateway Tower 1 |  |
| 21     | 66 Tower 2                                  | 港汇广场                                                     | 262                                                    |                           | 54              | 2005               | Xuhui      | 31° 11′ 45″ N, 121° 25′ 57″ E | Grand Gateway Tower 2 |  |
| 22     | Jing An Kerry Centre Tower 2                | 静安嘉里中心                                                 | 260                                                    | 260                       | 58              | 2013               | Jing'an    | 31° 13′ 30″ N, 121° 26′ 45″ E | Jing An Shangri-La, Shanghai Kerry Centre South Tower, Shanghai Kerry Centre Phase 2 Tower 1                             |  |
| 23     | Shanghai IFC North Tower                    | 上海国际金融中心                                             | 260                                                    |                           | 56              | 2010               | Pudong     | 31° 14′ 21″ N, 121° 29′ 52″ E | Shanghai International Finance Center North Tower                                                                        |  |
| 24     | CITIC Ruibo Tower 1                         |                                                              | 256                                                    |                           | 55              | 2017               | Pudong     | 31° 14′ 34″ N, 121° 30′ 20″ E | |  |
| 25     | Bank of Shanghai Headquarters               | 上海银行大厦/上海银行总部大楼                                | 252                                                    | 230                       | 46              | 2005               | Pudong     | 31° 14′ 31″ N, 121° 30′ 01″ E | |  |
|        | Axiom Two                                   |                                                              | 250                                                    |                           |                 | 2025               | Yangpu     | 31° 18′ 56″ N, 121° 30′ 21″ E | En cours de construction Axiom East Tower, Douyin Plaza Tower 2, Springs F1E Tower                                       |  |
| 26     | HKRI Centre One (en)                        |                                                              | 250                                                    |                           | 51              | 2016               | Jing'an    | 31° 13′ 48″ N, 121° 27′ 31″ E | |  |
| 27     | Pacific New World Tower 1                   |                                                              | 250                                                    |                           | 49              | 2024               | Huangpu    | 31° 13′ 21″ N, 121° 28′ 34″ E | Taipingqiao Tower A, CPIC Xintiandi Commercial Center Tower A                                                            |  |
| 28     | Shanghai IFC South Tower                    | 上海国际金融中心                                             | 250                                                    |                           | 48              | 2009               | Pudong     | 31° 14′ 19″ N, 121° 29′ 49″ E | Shanghai International Finance Center                                                                                    |  |
| 29     | One Museum Place                            |                                                              | 249                                                    |                           | 54              | 2018               | Jing'an    | 31° 14′ 18″ N, 121° 27′ 26″ E | Jing'An Tower |  |
|        | Jinqiao One Center                          |                                                              | 248                                                    |                           | 46              | 2025               | Pudong     | 31° 15′ 11″ N, 121° 35′ 51″ E | En cours de construction Goldon Bridge Center                                                                            |  |
| 30     | Global Harbor North Tower                   | 上海环球港                                                   | 245                                                    |                           | 45              | 2014               | Putuo      | 31° 14′ 05″ N, 121° 24′ 29″ E | Yuexing Universal Mall Tower A                                                                                           |  |
| 31     | Global Harbor South Tower                   | 上海环球港                                                   | 245                                                    |                           | 45              | 2014               | Putuo      | 31° 14′ 02″ N, 121° 24′ 28″ E | Yuexing Universal Mall Tower B                                                                                           |  |
| 32     | Maxdo Centre                                | 上海万都中心大厦                                             | 241                                                    | 211                       | 55              | 2002               | Chang Ning |                               | |  |
| 33     | Greenland Bund Centre Tower 3               |                                                              | 240                                                    |                           | 45              | 2022               | Huangpu    |                               | Huangpu Dongjiadu 3 |  |
| 34     | CITIC Ruibo Tower 2                         |                                                              | 238                                                    |                           | 52              | 2017               | Pudong     |                               | |  |
| 34     | Cloud Nine                                  |                                                              | 238                                                    |                           | 58              | 2006               | Chang Ning |                               | Shanghai Summit Shopping City, Chengfeng City                                                                            |  |
| 36     | Garden Square (es)                          | 华敏帝豪大厦                                                 | 235                                                    |                           | 60              | 2013               | Jing'an    |                               | Garden Square, Huamin Imperial Tower, Huamin King Tower                                                                  |  |
| 37     | International Ocean Shipping Building       |                                                              | 232                                                    |                           | 50              | 2000               | Pudong     |                               | |  |
| 38     | AI W Tower                                  |                                                              | 231                                                    |                           | 52              | 2020               | Xuhui      |                               | AI Towers and Plaza Tower 1, International Air Service Center Tower 1, Shanghai West Bund International AI Plaza Tower 1 |  |
| 39     | Bocom Financial Towers (tour 1)             | 交银金融大厦                                                 | 230                                                    |                           | 50              | 1999               | Pudong     |                               | |  |
| 40     | Zhenru Zhonghai Center Tower 1              |                                                              | 230                                                    |                           | 47              | 2024               | Putuo      | 31° 15′ 06″ N, 121° 24′ 14″ E | |  |
| 41     | Plaza 66 Tower 2                            |                                                              | 228                                                    |                           | 46              | 2006               | Jing'an    |                               | Heng Long Square Tower 2                                                                                                 |  |
| 42     | CITIC Pacific Plaza                         |                                                              | 228                                                    |                           | 47              | 2010               | Jing'an    |                               | Shanghai Bund CITIC City                                                                                                 |  |
| 43     | Bank of China Tower                         |                                                              | 226                                                    |                           | 53              | 2000               | Pudong     |                               | Zhongyin Building, Pudong International Finance Building                                                                 |  |
| 44     | Pullman Shanghai Skyway Hotel               |                                                              | 226                                                    |                           | 52              | 2007               | Luwan      |                               | Skyway Tower, Oasis Skyway Garden Hotel, Golden Magnolia Plaza                                                           |  |
| 45     | Raffles Square Tower                        |                                                              | 222                                                    |                           | 49              | 2003               | Huangpu    |                               | Raffles City |  |
| 46     | Zhongrong Jasper Tower                      | 中融碧玉蓝天大厦                                             | 220                                                    |                           | 48              | 2008               | Pudong     |                               | |  |
| 46     | Shanghai International Trade Center Tower 1 |                                                              | 220                                                    |                           | 40              | 2022               | Xuhui      | 31° 15′ 10″ N, 121° 30′ 36″ E | Xujiahui Center Tower 1                                                                                                  |  |
| 48     | Shanghai Longemont Hotel                    | 上海龙之梦大酒店                                             | 218                                                    |                           | 53              | 2005               | Chang Ning |                               | The Longemont, Changfeng Hotel, Regent Hotel                                                                             |  |
| 49     | The Exchange–SOHO                           |                                                              | 217                                                    |                           | 52              | 2005               | Jing'an    |                               | Shanghai Dong-Hai Plaza                                                                                                  |  |
| 50     | Riviera TwinStar Square 1                   |                                                              | 216                                                    |                           | 49              | 2011               | Pudong     |                               | China Construction Ban                                                                                                   |  |
| 51     | Riviera TwinStar Square 2                   |                                                              | 216                                                    |                           | 49              | 2011               | Pudong     |                               | China Construction Ban                                                                                                   |  |
| 52     | Shanghai Financial Exchange Plaza Tower 1   |                                                              | 215                                                    |                           | 32              | 2020               | Pudong     |                               | Shanghai Stock Exchange of Shanghai International Financial Center                                                       |  |
| 53     | Xinjinqiao Mansion                          |                                                              | 212                                                    |                           | 38              | 1996               | Pudong     |                               | King Tower |  |
| 53     | World Finance Tower                         |                                                              | 212                                                    |                           | 43              | 1997               | Pudong     |                               | |  |
| 55     | Pudong International Information Port       |                                                              | 211                                                    |                           | 41              | 2001               | Pudong     |                               | Shanghai Information Tower                                                                                               |  |
| 56     | No. 1 Shanghai                              |                                                              | 210                                                    |                           | 34              | 2016               | Hongkou    | 31° 15′ 10″ N, 121° 30′ 36″ E | Shanghai North Bund Huishan Office Tower B1, Jinmao Bund Star 1, Star One Bund, Number 1 Shanghai                        |  |
| 57     | 21st Century Mansion                        | 二十一世纪大厦                                               | 210                                                    |                           | 50              | 2009               | Pudong     |                               | 21st Century Tower |  |
| 58     | Golden Bell Mansion                         |                                                              | 208                                                    |                           | 46              | 1997               | Huangpu    | 31° 13′ 40″ N, 121° 28′ 29″ E | Jinzhong Plaza |  |
| 58     | Radisson New World Hotel                    | 上海新世界丽笙大酒店                                         | 208                                                    |                           | 47              | 2003               | Huangpu    |                               | New World Grand Hotel |  |
| 60     |                                             |                                                              |                                                        |                           |                 |                    |            |                               | |  |
| 61     |                                             |                                                              |                                                        |                           |                 |                    |            |                               | |  |
| 62     |                                             |                                                              |                                                        |                           |                 |                    |            |                               | |  |
| 63     |                                             |                                                              |                                                        |                           |                 |                    |            |                               | |  |
| 64     |                                             |                                                              |                                                        |                           |                 |                    |            |                               | |  |
| 65     |                                             |                                                              |                                                        |                           |                 |                    |            |                               | |  |
| 66     |                                             |                                                              |                                                        |                           |                 |                    |            |                               | |  |
| 67     |                                             |                                                              |                                                        |                           |                 |                    |            |                               | |  |
| 68     | BM Plaza Office Tower                       | 宝矿洲际中心                                                 | 203                                                    |                           | 50              | 2009               | Jing'an    | 31° 14′ 47″ N, 121° 26′ 56″ E | |  |
|        | Binjiang Business District Tower 1          |                                                              | 202                                                    |                           | 42              | 2025               | Xuhui      | 31° 10′ 14″ N, 121° 27′ 16″ E | En cours de construction Urban Development Center Tower 1                                                                |  |
| 69     |                                             |                                                              |                                                        |                           |                 |                    |            |                               | |  |
| 70     |                                             |                                                              |                                                        |                           |                 |                    |            |                               | |  |
| 71     | Shanghai World Plaza                        |                                                              | 200                                                    |                           | 38              | 1997               | Pudong     | 31° 14′ 04″ N, 121° 30′ 38″ E | |  |
|        | Bank of China Financial Center Tower 2      |                                                              | 200                                                    |                           | 39              | 2025               | Pudong     | 30° 53′ 57″ N, 121° 55′ 33″ E | En cours de construction Lingang Special Area Plot DSH-W1-1-1 Tower 2                                                    |  |
| 72     |                                             |                                                              |                                                        |                           |                 |                    |            |                               | |  |
| 73     | Oriental Financial Center                   |                                                              | 199                                                    |                           | 31              | 2014               | Pudong     | 31° 14′ 06″ N, 121° 29′ 57″ E | |  |
| 74     | Bund Center                                 | 外滩中心                                                     | 199                                                    |                           | 45              | 2002               | Huangpu    | 31° 14′ 04″ N, 121° 28′ 59″ E | Bund Financial Centre, Shanghai Golden Beach Tower, Golden Bund Center                                                   |  |
| 99     | Aurora Plaza                                | 震旦广场/震旦國際大厦                                        | 185                                                    |                           | 37              | 2003               | Pudong     | 31° 14′ 12″ N, 121° 29′ 43″ E | Aurora Mansion |  |

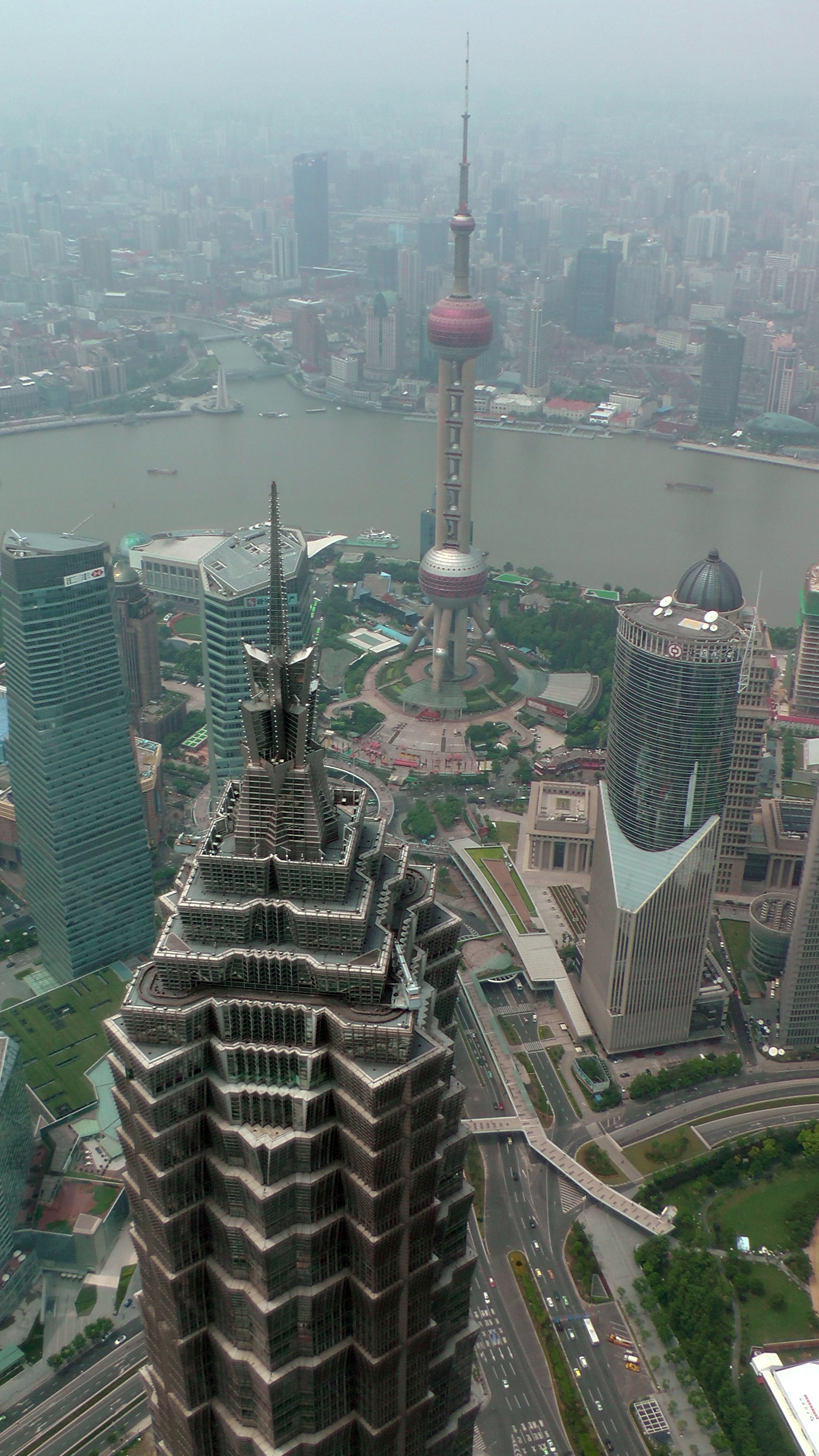
La tour Jin Mao et La perle de l'Orient vues depuis le Shanghai World Financial Center.
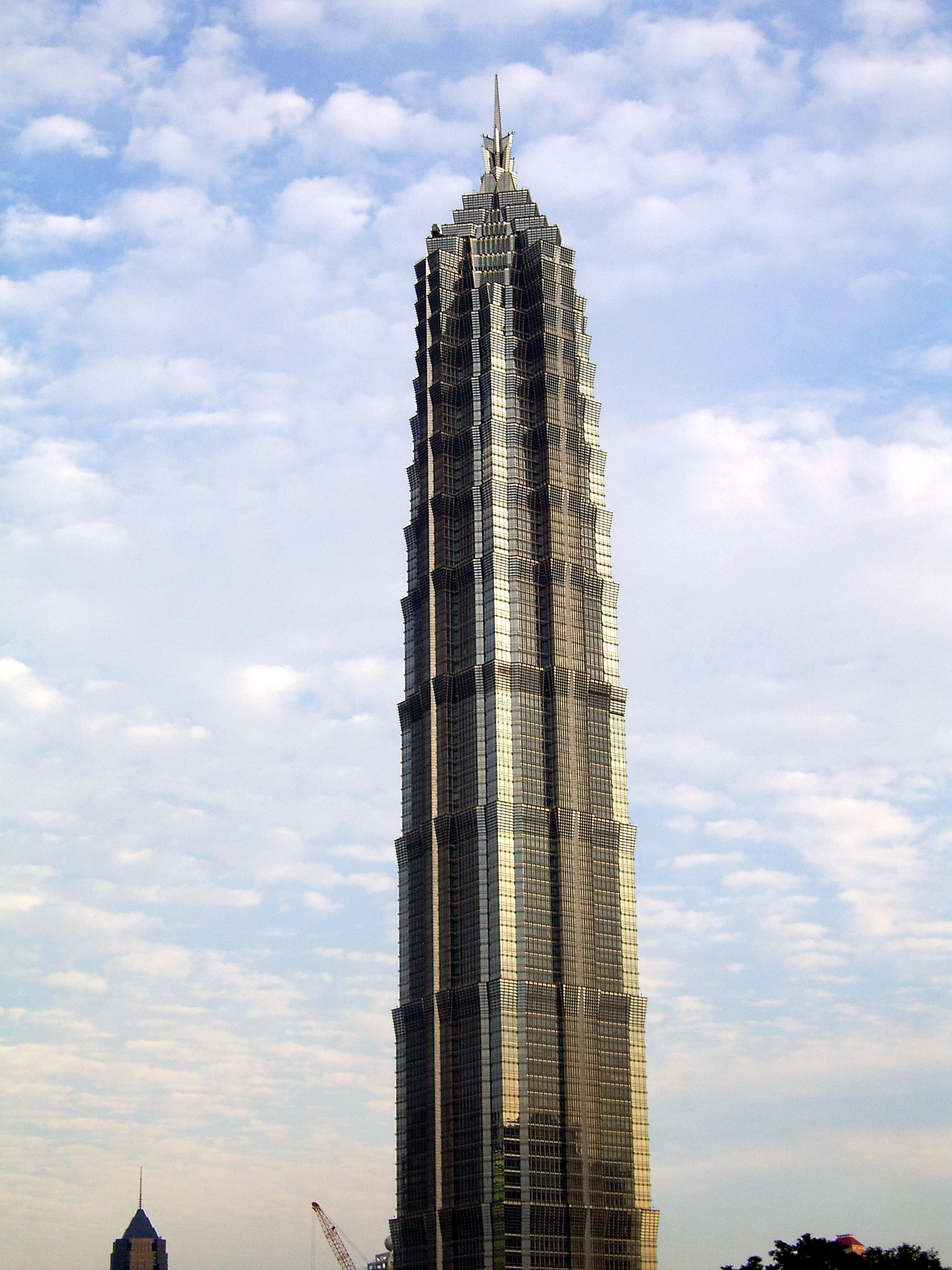
Jin Mao Tower
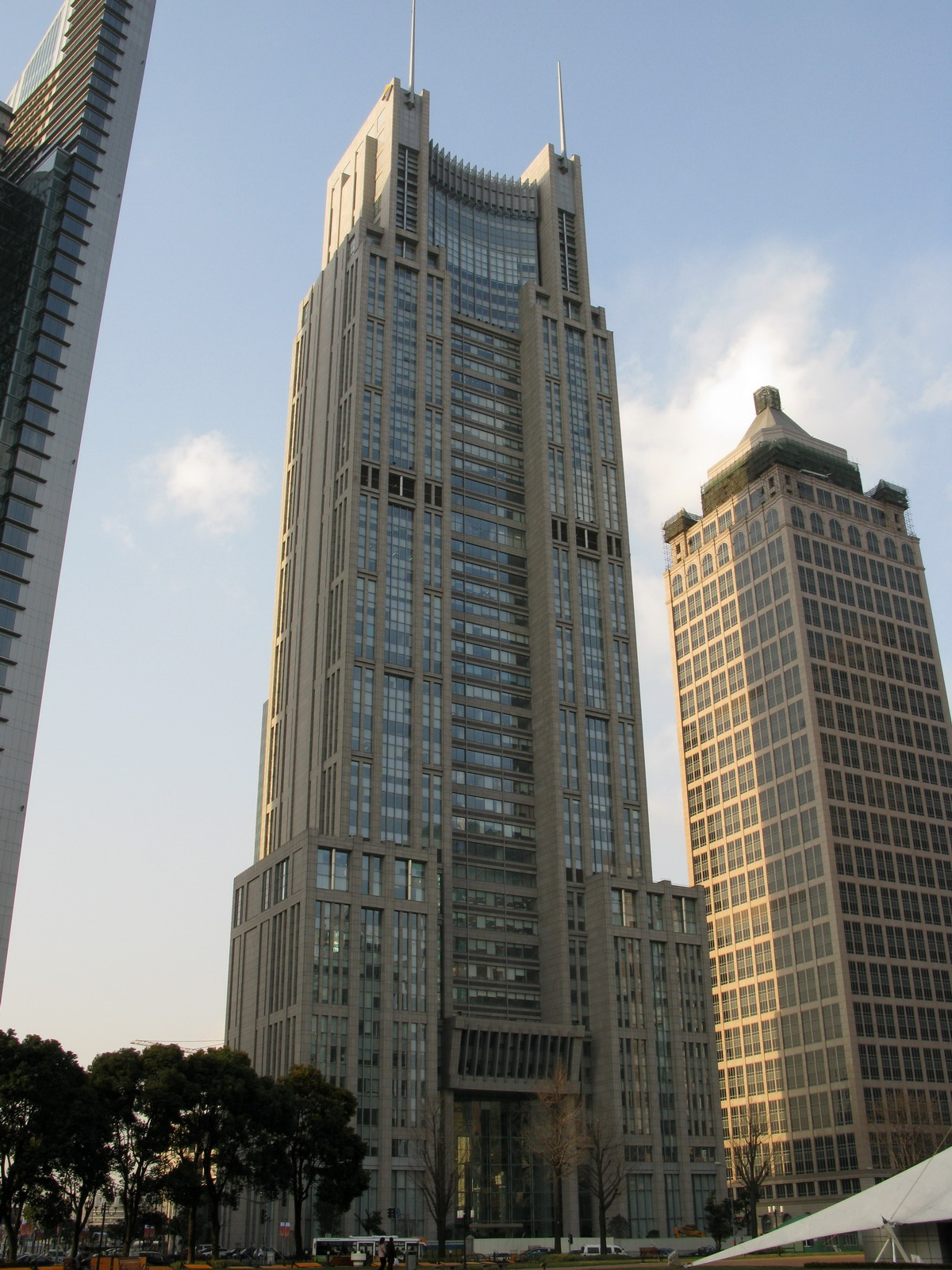
Bank of Shanghai Headquarters
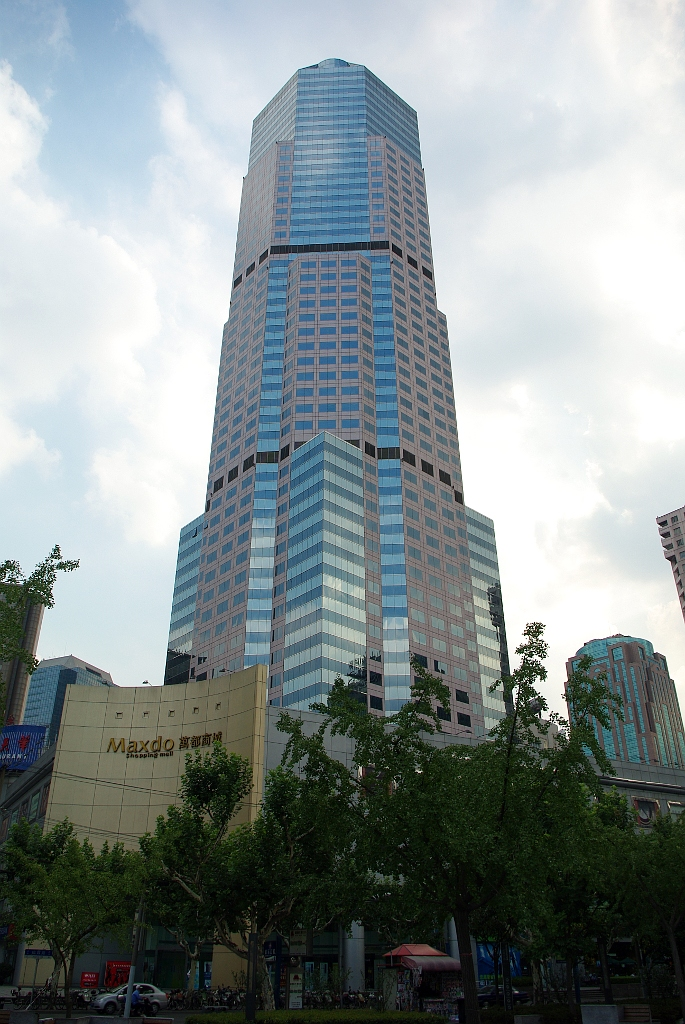
Maxdo Centre
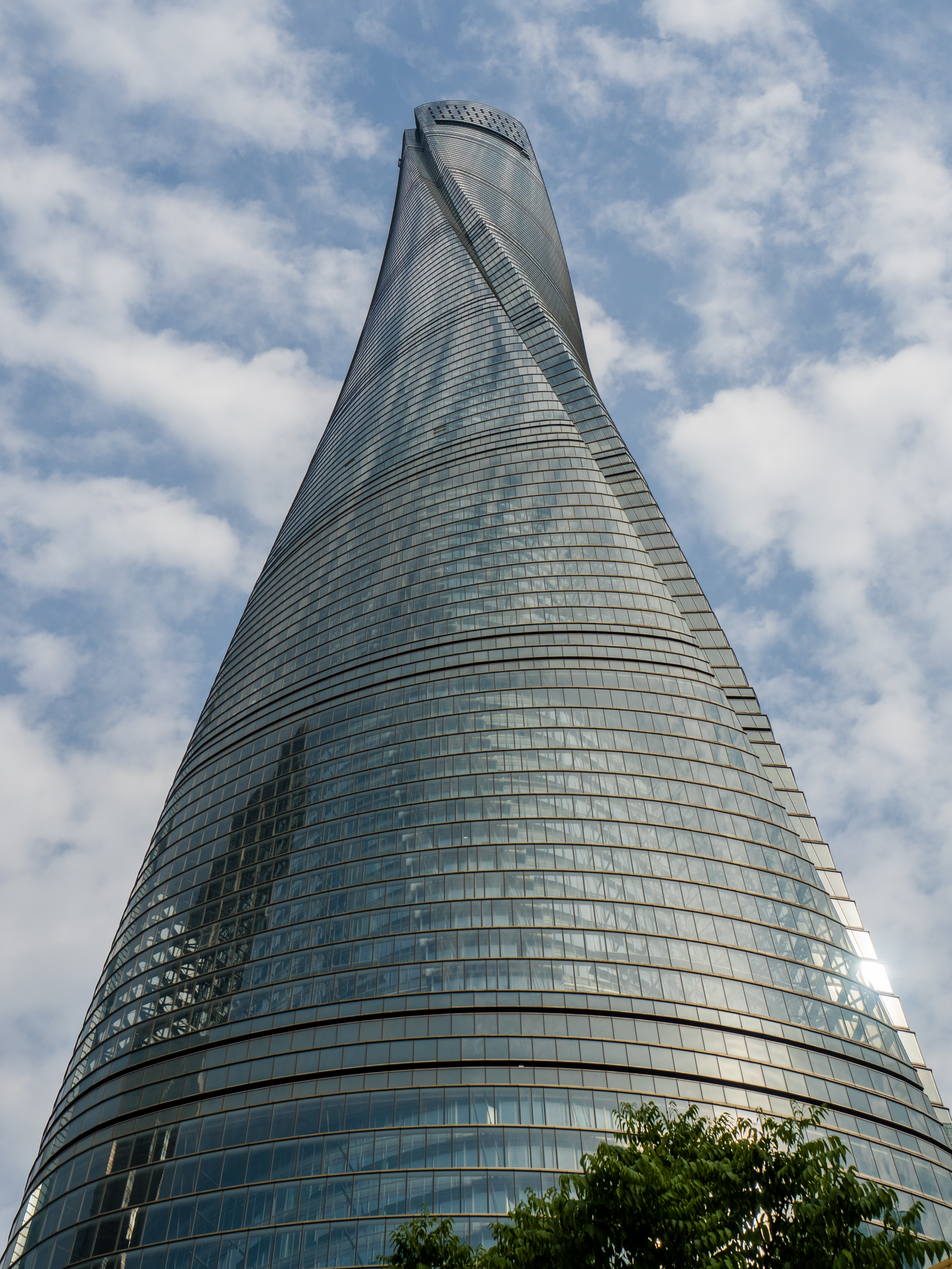
Shanghai Tower
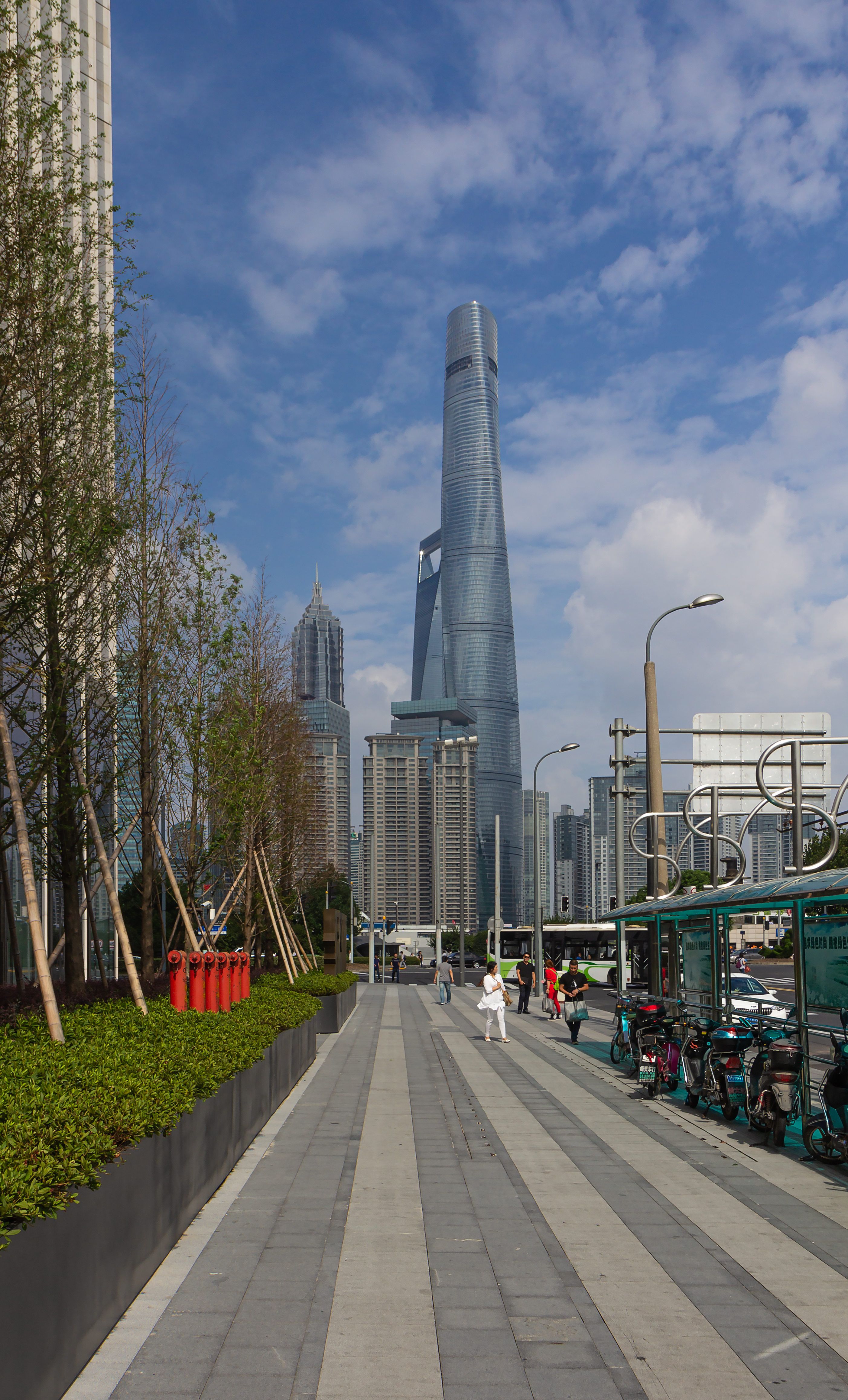
Vue sur la Shanghai Tower